# 박성영
박성영(1990년 2월 8일 ~ )은 대한민국의 성우이다. 2016년 대원방송 성우극회 공채 7기로 입사했다.

## 출연 작품

### 애니메이션
- 100% 파스칼 선생님 - 김철수, 히어로 파스칼
- 12영웅전사
- 꼬마 너구리 라스칼
- 나의 히어로 아카데미아 - 아오야마 유가 (1기 한정), 오지로 마시라오 (1기 한정), 모노마 네이토, 지니스트
- 드래곤볼 슈퍼 - 나레이션 (2기 한정), 대신관
- 바다 탐험대 옥토넛: 육지 수호 대작전 - 포니
- 블랙 클로버 - 셋케
- 싸움독학 - 우지혁(찍새)
- 스타크로스 - 무디 외
- 스핀파이터 - 스카이 라이온
- 디지몬 유니버스 어플리 몬스터즈 (재능TV) - 나용운
- 디지몬 고스트 게임 (재능TV) - 펌프몬, 메피스몬
- 엄마 찾아 삼천리 - 루키노, 라몬 메키네츠
- 오소마츠 6쌍둥이
- 원피스 (대원방송) - 류보시, 파운드, 타마고 남작(21기 이후), 코리브, 샬롯 카운터, 도봉, 모르건즈
  - 극장판 원피스 스탬피드 - 캐번디시, 모르건즈
- 유희왕 VRAINS - 전승규
- 이토 준지 컬렉션
- 예티: 신비한 동물 탐험대 - 사이먼
- 조이드 와일드 - 블랙빈, 아보카도, 아자스, 캐비어
- 톰소여의 모험 (대원방송)
- 플랜더스의 개 (대원방송) - 미셸
- 해피니스 프리큐어! - 나마게르타
- SPY×FAMILY - 월터 에반스, 도미니크
- 학원 베이비시터즈 - 코스케
- 호빵맨 (대원방송) - 새우튀김 덮밥맨, 충치균맨
- 포켓몬스터 W (투니버스) - 디바이
- 헬로 카봇 뱅 (SBS) - 페이저
- 매직팬던트 대모험 - 아버지

KBS 키즈
- 마계학교! 이루마군 - 조니, 재즈, 카무카무, 바알, 달리
- 마계학교! 이루마군 2 - 조니, 재즈, 카무카무, 바알, 달리, 아리크레드, 마왕 데루키라
- 마계학교! 이루마군 3 - 조니, 재즈, 카무카무, 바알, 달리, 오즈왈, 아리크레드

### 애니메이션 영화
- 더 퍼스트 슬램덩크 - 송준섭
- 스트레인지 월드 - 더블, 디아조
- 원피스 스탬피드 - 캐번디시, 모르건즈
- 소울 - 컬리, 헤지펀드 매니저, 제리5, 도리안, 레이 가드너
- 스파이더맨: 어크로스 더 유니버스 - 마일스 모랄레스
- 엘리멘탈 - 웨이드
- 그대들은 어떻게 살 것인가 - 왜가리
- 미스터 로봇 - 태평, 로봇맥스

### 특수촬영 드라마
- 가면라이더 고스트 - 김민재, 아르고스 외
- 가면라이더 이그제이드 - 정세한 / 가면라이더 레이저
- 가면라이더 빌드 - 홍경태
- 가면라이더 리바이스 - 죠지, 타이틀, 본무영
- 파워레인저 애니멀포스 - 수많은 단역
- 파워레인저 갤럭시포스 - 나가 레이/오퓨크스 실버

### 외화
- 변호사 쉬헐크 - 데니스(드루 매튜스)
- 완다비전 - 랠프 보너(에반 피터스)
- 이터널스 - 벤(하즈 슬레이만)
- 호크아이 - 카지(프라 피) / 쿠퍼 바튼(벤 사카모토) / 코들 형사(이반 음바코프) / 개리(브라이언 트록셀) / 사범(존 크로우)

### 게임
- 원신 - 리니